# Froide Vengeance
Pour plus de détails, voir Fiche technique et Distribution.
Froide Vengeance (A Score to Settle) est un thriller américano-canadien réalisé par Shawn Ku, sorti en vidéo à la demande en 2019.

## Synopsis
Après 19 ans passés derrière les barreaux pour un crime qu'il n'a pas commis, Frank est libéré en raison d'une maladie incurable. Sachant qu'il ne lui reste que peu de temps à vivre, il décide d'essayer de se racheter aux yeux de Joey, son fils qu'il n'a pas vu grandir, tout en traquant ses anciens complices. Il les tient en effet pour responsable de son emprisonnement et se montre déterminé à leur faire payer un par un cette trahison.

## Fiche technique
- Titre français : Froide Vengeance
- Titre original : A Score to Settle
- Réalisation : Shawn Ku
- Scénario : John Stuart Newman
- Décors : Adrian Traquair
- Direction artistique : Jim Cliffe
- Photographie : Mark Dobrescu
- Montage : Chad Galster
- Musique : John Kaefer
- Producteurs : Kevin DeWalt, Eric Gozlan et Danielle Masters
- Sociétés de production : Highland Film Group, GoldRush Entertainment, Minds Eye Entertainment, Paragon Media Production, Saturn Films et Ingenious
- Sociétés de distribution : RLJE Films (États-Unis), StudioCanal (France)
- Pays d'origine :  États-Unis,  Canada
- Langue originale : anglais
- Format : couleur
- Genre : thriller
- Durée : 103 minutes
- Dates de sortie :
  - États-Unis : 2 août 2019 (en VOD)
  - France :
    - 16 décembre 2019 (Diffusion à la télévision) [1]
    - 1er juillet 2020 (en DVD et Blu-ray)

## Distribution
- Nicolas Cage (VF : Dominique Collignon-Maurin) : Frank
- Noah Le Gros (VF : Alexis Tomassian) : Joey
- Benjamin Bratt (VF : Maurice Decoster) : Q
- Karolina Wydra (VF : Caroline Victoria) : Simone / Jennifer
- Ian Tracey (VF : Vincent Bonnasseau) : Tank
- Nicole Muñoz : Isha